# Haine
Haine (fra. Haine, Francuski izgovor: ɛn [▶]; niz. Hene; njem. Henne; Pikardijski: Héne; Valonski: Hinne) je rijeka  u južnoj Belgiji (Hainaut ) i sjevernoj Francuskoj (Nord), desna pritoka rijeke Schelde. Haine je dala ime okrugu Hainaut i današnjoj pokrajini Hainaut. Njezin izvor je u Anderluesu u Belgiji. Kao zapadni kraj sillon industriel, industrijske okosnice Valonije, teče kroz visoko industrijaliziranu regiju Borinage, posebice gradove La Louvière, Mons i Saint-Ghislain. Nekoliko kilometara nakon prelaska granice s Francuskom, Haine se ulijeva u Scheldt u Condé-sur-l'Escautu. Njegova duljina unutar Belgije je 72 km, a belgijski dio njegovog slijeva je 802 km2.

## Vanjske poveznice
- Contrat Rivière Haine